# Stazione di Revere
La stazione di Revere è stata una fermata ferroviaria posta lungo la ferrovia Bologna-Verona. Serviva il comune di Revere.

## Storia
La fermata venne soppressa nel 2008 a seguito della variante costruita a qualche centinaia di metri dalla fermata.

## Strutture e impianti
La fermata era costituita da un fabbricato viaggiatori e dal solo binario di circolazione successivamente smantellato.